# Марокко на літніх Олімпійських іграх 1968
Марокко брала участь в Літніх Олімпійських іграх 1968 року в Мехіко (Мексика) втретє за свою історію і вдруге не завоювала жодної медалі. Збірну країни представляли 24 спортсмена (усі чоловіки):
- 12 баскетболістів
- 5 боксерів
- 4 борців
- 3 легкоатлетів